# Lepidosaphes pitysophila
Lepidosaphes pitysophila är en insektsart som först beskrevs av Sadao Takagi 1970.  Lepidosaphes pitysophila ingår i släktet Lepidosaphes och familjen pansarsköldlöss. Inga underarter finns listade i Catalogue of Life.